# 上之町 (津山市)
上之町（うえのちょう）は岡山県津山市にある地名。郵便番号は708-0831。

## 地理
吉井川に注ぐ宮川の東に東西に長く広がる。北と東は林田、川崎（林田が東なのは上之町の北西の一部）、西は山北、北町、山下、南は林田町、勝間田町、中之町、東新町、西新町に接する。城東地区の中では他が町人町で古い町屋が残っているのに対し、上之町は下級武士や足軽の武家町に当たり、武家屋敷の町並みが残る。

### 河川
- 宮川

## 歴史

### 沿革
- 1647年 - 一部を中之町に編入。
- 1889年6月1日 - 町村制施行に伴い、津山城下町の内、宮川以東の上之町の他、勝間田町、中之町、西新町、林田町、橋本町、東新町が合併し、東南条郡津山東町となる。上之町に役場を置く。
- 1900年4月1日 - 津山東町が西北条郡津山町に編入されると同時に、東南条郡、東北条郡、西西条郡、西北条郡の合併に伴い、苫田郡津山町となる。
- 1923年4月1日 - 苫田郡林田村が町制・改称、津山東町となる。
- 1929年2月11日 - 苫田郡津山東町が同郡津山町、院庄村、西苫田村、二宮村、久米郡福岡村と合併・市制により、津山市となる。

## 世帯数と人口
2021年（令和3年）1月1日現在の世帯数と人口は以下の通りである。
| 町丁   | 世帯数  | 人口  |
| ------ | ------- | ----- |
| 上之町 | 365世帯 | 709人 |

## 小・中学校の学区
市立小・中学校に通う場合、学区は以下の通りとなる。
| 丁目                                   | 小学校             | 中学校             |
| -------------------------------------- | ------------------ | ------------------ |
| 一丁目・二丁目・三丁目・四丁目・五丁目 | 津山市立東小学校   | 津山市立中道中学校 |
| 六丁目・七丁目                         | 津山市立林田小学校 | 津山市立中道中学校 |

## 交通

### 道路
- 国道、県道は走っていない。

## 施設
- 大隅神社
- 浄圓寺
- いしはら整骨院